# أندير لا فوينتي
أندير لا فوينتي (بالإسبانية: Ander Lafuente Aguado) هو لاعب كرة قدم إسباني في مركز مهاجم داخلي، ولد في 18 فبراير 1983 في سانتورتزي في إسبانيا. لعب مع أتلتيك بيلباو ب وبونفيرادينا وراسينغ سانتاندير ونادي باسكونيا ونادي سيستاو ريفر ونادي غرناطة ونادي قرطاجنة.

## وصلات خارجية
- أندير لا فوينتي على موقع قاعدة بيانات كرة القدم.إي يو (الإنجليزية)
- أندير لا فوينتي على موقع Soccerway.com (الإنجليزية)
- أندير لا فوينتي على موقع AS.com (الإسبانية)